# Central Nuclear Palo Verde
La Central Nuclear Palo Verde está situada en Wintersburg (Arizona), alrededor de 80 km al oeste de Phoenix, es la mayor instalación nuclear de generación eléctrica de los Estados Unidos, con una producción que supera los 30.000 gigavatios hora anuales y que atiende una población de 4.000.000 de personas. Arizona Public Service tiene la mayoría de la propiedad de la estación y gestiona su funcionamiento. Otros propietarios parciales incluyen Salt River Project, El Paso Electric Co., Southern California Edison, Public Service Co. of New Mexico, Southern California Public Power Authority, y Los Angeles Department of Water and Power.
La instalación ocupa 16 km² y se compone de tres reactores de agua a presión de Combustion Engineering cada uno de los cuales tenía inicialmente una capacidad de 1.270 MW. La planta es la fuente de energía más importante de Phoenix y del Sur de California. Inició su pleno funcionamiento en 1988, tras un período de construcción que duró 12 años, con un coste de 5900 millones de dólares, y dando empleo a alrededor de 2500 personas. 
Debido a su ubicación en el desierto de Arizona, Palo Verde es la única instalación de generación nuclear en el mundo que no está al lado de una gran masa de agua. En su lugar, utiliza el agua depurada de las redes de alcantarillado de varios municipios cercanos para atender sus necesidades de agua para refrigeración, reciclando 76.000.000 m³ de aguas grises cada año. En el emplazamiento de la planta, el agua gastada es posteriormente tratada y almacenada en un embalse de 324.000 m² para su uso en las torres de refrigeración de la planta.
La instalación para el vapor nuclear de cada unidad fue diseñada y suministrada por Combustion Engineering, con el nombre de System 80 standard – predecesora del diseño más nuevo standard System 80+. Cada sistema primario inicialmente suministraba 3.817 MW de energía térmica al circuito de vapor secundario de cada planta. El diseño se conoce como 2 x 4, en los que las bombas principales refrigerantes de los cuatro reactores hacen circular más de 420.180 litros por minuto en el circuito primario a través de dos grandes generadores de vapor.
Los generadores de turbina principales fueron suministrados por General Electric y cuando se instalaron eran los mayores del mundo, con una capacidad de generación de 1.447 MW de electricidad cada uno. 
La Bechtel Power Corporation fue la compañía de arquitectura/ingeniería/construcción de la instalación, inicialmente bajo la dirección del Arizona Nuclear Power Project (una empresa conjunta de APS/SRP), que posteriormente fue administrada exclusivamente por Arizona Public Service. Edwin E. Van Brunt fue el ejecutivo clave de la APS a cuyo cargo corrieron la ingeniería, construcción y primeras operaciones de la planta. William E. Bingham fue el Ingeniero Principal de la Bechtel para el proyecto.
A diferencia de la mayoría de las plantas de energía nucleares de varias unidades, cada unidad de Palo Verde es una planta de energía independiente, que comparte solo muy pocos sistemas menores. Los edificios de contención son de los mayores del mundo con cerca de 2,6 millones de pies cúbicos. El diseño incorpora muchas características para mejorar la seguridad y afrontando temas identificados al poner en funcionamiento comercial los reactores. El diseño es también uno de los más espaciosos internamente, incluyendo una sala de control excepcional para dirigir las operaciones y para realizar el mantenimiento.
La estación transformadora de Palo Verde de 500 kV es un punto clave en la red de energía de los estados del oeste, y se utiliza como punto de referencia en la facturación de electricidad para todo el sudoeste de los Estados Unidos.
Al emplazamiento se le concedió un permiso de construcción para añadir dos unidades más a finales de los años 70, sin embargo estas unidades fueron canceladas a mediados de los 80 por motivos de riesgo económico. Contrariamente a lo que se cree, las dos unidades adicionales no se hubieran situado en el mismo arco de las tres existentes: hubieran sido situadas al sur de la Unidad  3 en un eje norte-sur. Tal como se habían concebido originalmente hubieran utilizado torres de refrigeración secas, en lugar de las torres de refrigeración de humedad forzada que se utiliza en las existentes.